# Esad Razić
Esad Razić (Doboj, 27 juli 1982) is een Bosnisch-Zweeds voormalig voetballer die als middenvelder voor onder andere FC Den Bosch, RBC Roosendaal, Helmond Sport en FC Oss speelde.

## Carrière
Esad Razić speelde in de jeugd van Tibro AIK en IF Elfsborg. In 2000 vertrok hij naar FC Den Bosch, waarmee hij naar de Eredivisie promoveerde. Na een jaar bij het Spaanse Racing Ferrol keerde hij terug naar Nederland, waar hij bij Eredivisieclub RBC Roosendaal aansloot. Hij speelde hier één jaar, en werd het tweede jaar verhuurd aan Helmond Sport. Helmond Sport nam hem definitief over van RBC en speelde hier twee jaar, om daarna naar Cyprus te vertrekken. Hier speelde hij voor AEK Larnaca en Olympiakos Nicosia, waarna hij in 2010 een half jaar voor Rot-Weiß Oberhausen in de 2. Bundesliga speelde. In het seizoen 2010/11 speelde hij voor FC Oss, wat naar de Topklasse zondag gedegradeerd was uit de Eerste divisie. FC Oss werd met Razić kampioen van de Topklasse zondag, en promoveerde zodoende naar de Eerste divisie. Het seizoen erna speelde Razić weer voor Rot-Weiß Oberhausen, maar nu in de 3. Liga. Van 2013 tot 2015 speelde hij voor de amateurclub RKVV DESO, waarna hij stopte met voetbal.

### Statistieken
| Seizoen                    | Club                | Land           | Competitie     | Competitie | Competitie | Beker | Beker | Overig | Overig | Totaal | Totaal |
| Seizoen                    | Club                | Land           | Competitie     | Wed.       | Dlp.       | Wed.  | Dlp.  | Wed.   | Dlp.   | Wed.   | Dlp.   |
| -------------------------- | ------------------- | -------------- | -------------- | ---------- | ---------- | ----- | ----- | ------ | ------ | ------ | ------ |
| 2000/01                    | FC Den Bosch        | Nederland      | Eerste divisie | 12         | 0          | ?     | 0     | –      | –      | 12     | 0      |
| 2001/02                    | FC Den Bosch        | Nederland      | Eredivisie     | 3          | 0          | ?     | 0     | ?      | ?      | 3      | 0      |
| 2002/03                    | Racing Ferrol       | Spanje         | Segunda        | 14         | 1          | 1     | 0     | –      | –      | 15     | 1      |
| 2003/04                    | RBC Roosendaal      | Nederland      | Eredivisie     | 13         | 1          | 3     | 0     | –      | –      | 16     | 1      |
| 2004/05                    | → Helmond Sport     | Nederland      | Eerste divisie | 28         | 5          | 0     | 0     | 5      | 0      | 33     | 5      |
| 2005/06                    | Helmond Sport       | Nederland      | Eerste divisie | 32         | 0          | 3     | 1     | 1      | 0      | 36     | 1      |
| 2006/07                    | Helmond Sport       | Nederland      | Eerste divisie | 19         | 3          | 0     | 0     | –      | –      | 19     | 3      |
| 2007/08                    | AEK Larnaca         | Cyprus         | A Divizion     | 19         | 5          | ?     | ?     | –      | –      | 19     | 5      |
| 2009/10                    | Olympiakos Nicosia  | Cyprus         | B' Kategoria   | 10         | 1          | ?     | ?     | –      | –      | 10     | 1      |
| 2009/10                    | Rot-Weiß Oberhausen | Duitsland      | 2. Bundesliga  | 6          | 0          | 0     | 0     | –      | –      | 6      | 0      |
| 2010/11                    | FC Oss              | Nederland      | Topklasse      | 6          | 0          | 0     | 0     | 1      | 0      | 7      | 0      |
| 2011/12                    | Rot-Weiß Oberhausen | Duitsland      | 3. Liga        | 9          | 0          | 0     | 0     | –      | –      | 9      | 0      |
| Carrièretotaal             | Carrièretotaal      | Carrièretotaal | Carrièretotaal | 171        | 16         | 7     | 1     | 7      | 0      | 185    | 17     |
| Bijgewerkt op 6 april 2018 |                     |                |                |            |            |       |       |        |        |        |        |